# Julius Heinrich Zwilgmeyer
Julius Heinrich Zwilgmeyer, auch Zwilgmeier oder Zwillig-Meyer (* 9. Juli 1730 in Braunschweig; † 13. März 1799 in Lüneburg in der Heide) war ein deutscher Münzprobierer, Münzwardein und Münzmeister sowie Zöllner.

## Leben
Das weitverzweigte Geschlecht der Zwilgmeyer aus Hötensleben war in Braunschweig seit dem Jahre 1730 in der Langen Straße 61 ansässig, betrieb Leinenweberei und Handel und wurde Ende des 19. Jahrhunderts vom Architekten Ludwig Winter, der mit einer geborenen Zwilgmeyer verheiratet war, genealogisch erforscht.
Zwilgmeyer arbeitete im Jahr 1760 als Münzprobierer in Schwerin und nahm im selben Jahr in der Stadt Hannover die Tätigkeit des Münzwardeins auf, der er bis 1769 nachging. In diesem Zeitraum starb am 19. Januar 1767 seine Ehefrau, eine geborene Schwickard, im Alter von nur 30 Jahren. Am 16. Februar 1768 starb zudem ein vierjähriger Sohn Zwilgmeyers.
1769 übernahm Zwilgmeyer in Hannover das Amt des Münzmeisters, das er bis 1781 oder 1782 ausübte. Die in dieser Zeit in der Münzstätte Hannover entstandenen Prägungen waren mit dem Münzzeichen Zwilgmeyers versehen, dem Monogramm aus den Buchstaben IHZ.
1781 ist Zwilgmeyer als Zöllner in Lüneburg verzeichnet, wo er 1799 auch verstarb.